# Цыганков, Алексей Яковлевич
Алексе́й Я́ковлевич Цыганко́в (11 марта 1900, п. Гусь-Хрустальный, Владимирская губерния, Российская империя — 21 августа 1969, Москва, СССР) — советский военачальник, полковник (1942).

## Биография
Родился 11 марта 1900 года в поселке Гусь-Хрустальный, ныне город Гусь-Хрустальный, Владимирская область. Русский.

### Военная служба

#### Гражданская война
Летом 1918 года  в составе рабочего вооруженного отряда принимал участие в борьбе с кулацкими вооруженными формированиями, действовавшими против продотрядов на Московско-Казанской ж. д.. В октябре того же года был направлен в Москву, где вступил в Красную армию и был назначен в Московский запасной полк (Крутицкие казармы). В декабре с отрядом от полка убыл на фронт, участвовал в боях против гайдамаков в районах Рыльск, Путивль, Крупец, Шалыгино и в охране сахарных заводов. В мае 1919 года из Путивля отряд был направлен в Курск на формирование стрелкового полка, после прибытия А. Я. Цыганков зачислен курсантом на Курские командные пехотные курсы. В сентябре выпускники курсов отбыли на Южный фронт для борьбы с белогвардейскими войсками генерала А. И. Деникина. В районе Песочная остатки курсов были влиты в 80-й стрелковый полк. С этим полком участвовал в наступлении на Орел и далее на Малоархангельск. В декабре курсанты были отозваны с фронта для продолжения учёбы, а Цыганков зачислен на Пензенские пулеметные командные курсы. В апреле 1920 года, не окончив их (остался 1 месяц), направлен в Москву в Высшую школу военной маскировки. После 5 месяцев учёбы, в октябре, назначен командиром взвода в запасную маскировочную роту особого назначения, откуда вскоре направлен на Южный фронт для борьбы с войсками генерала П. Н. Врангеля. Однако к прибытию роты боевые действия уже были закончены, и она выполняла работы по устройству береговых укреплений. В 1920 году вступил в РКП(б). С апреля 1921 года вновь проходил обучение в Высшей школе военной маскировки. После её окончания в сентябре 1922 года командирован в Петроградскую школу летчиков-наблюдателей на специальные ускоренные курсы, однако по прибытии принят не был (школа уже была укомплектована). Затем, в декабре, был направлен в Сибирский военный округ, где назначен командиром взвода отдельной саперной роты 57-й Уральской стрелковой дивизии.

#### Межвоенные годы
С мая 1923 года командовал сапёрно-маскировочным взводом в 169-м стрелковом полку в городе Пермь. В октябре 1926 года был командирован на учёбу в Военную академию РККА им. М. В. Фрунзе, после её окончания с июня 1929 году проходил стажировку в 54-м стрелковом полку 18-й стрелковой дивизии МВО в должности командира роты (в Гороховецких лагерях и в г. Ростов-Ярославский). В январе 1930 года был назначен помощником командира 120-го стрелкового полка 40-й стрелковой дивизии в городе Канск Восточно-Сибирского края.
С июля 1931 года более шести лет проходил службу в Штабе РККА (с 1935 — Генеральный штаб), занимал должности помощника начальника отделения и начальника 10-го сектора 3-го управления, помощника начальника 3-го отделения 3-го отдела. 15 февраля 1938 года уволен в запас. После увольнения с 4 апреля работал в Киевском райсовете Осоавиахима (г. Москва) в должности начальника отдела боевой подготовки. В ноябре 1939 года вновь зачислен в кадры РККА и направлен в распоряжение Центрального совета Осоавиахима, затем в декабре назначен в Центральный транспортный совета Осоавиахима СССР инспектором боевой подготовки. С августа 1940 года командовал 38-м дорожно-эксплуатационным полком МВО. С февраля 1941 года исполнял должность преподавателя тактики и службы штабов курсов усовершенствования штабных командиров Красной Армии, с апреля был преподавателем кафедры оперативно-тактической подготовки Высшей специальной школы Красной армии в Москве.

#### Великая Отечественная война
С началом войны в июле 1941 года подполковник А. Я. Цыганков назначен командиром 78-го дорожно-эксплуатационного полка, который действовал на волховском направлении (с сентября — в составе 54-й отдельной армии). В этой должности занимался строительством, восстановлением дорог и мостов, организацией регулирования и дорожно-комендантской службы на фронтовых дорогах. Приказом по войскам 54-й отдельной армии от 21 сентября 1941 года назначен командиром 76-го дорожно-эксплуатационного полка. С октября 1941 года был начальником штаба и врид командира 1-й отдельной стрелковой бригады 54-й армии Ленинградского фронта. Во второй половине октября—декабре 1941 года она в составе 54-й армии принимала участие в Тихвинских оборонительной и наступательной операциях. 14 января 1942 года бригада была преобразована в 1-ю отдельную горнострелковую и из Синявинской группы войск 54-й армии передана в состав прибывшей на волховское направление 8-й армии. Приказом по войскам Волховского фронта от 17 июля 1942 года полковник А. Я. Цыганков назначен командиром этой бригады (утвержден приказом НКО от 4.5.1943). Участвовал в Синявинских наступательных операциях 1942 и 1943 годов.
Приказом по войскам Волховского фронта от 18 декабря 1943 года назначен исполняющим должность командира 177-й стрелковой дивизии 54-й армии. С 21 января 1944 года дивизия в составе армии участвовала в Ленинградско-Новгородской и Новгород-Лужской операциях, в ходе которых овладела городом Любань. За это приказом Ставки ВГК от 29 января 1944 года ей было присвоено наименование «Любанская». С 18 февраля 1944 года дивизия была подчинена 2-й ударной армии Ленинградского фронта и вела наступательные бои из района южнее Нарвы на Ваномыйзу. Однако наступление успеха не имело и она вынуждена была перейти к обороне.
В марте 1944 года назначен заместителем командира 376-й Кузбасской стрелковой дивизии. В составе 42-й армии Ленинградского фронта участвовал в наступлении на псковском направлении. В период боев на подступах к городу Пскову  лично руководил боем и обеспечил успешное продвижение частей при штурме Пскова и форсировании реки Великая. За исключительное умение в организации наступательного боя был представлен к награждению орденом Суворова 2-й степени, но был награждён орденом Красного Знамени
С 5 августа 1944 года назначен заместителем командира 326-й стрелковой Рославльской дивизии, которая в составе этой же армии вела бои по освобождению Эстонии (в районе Выру и Эльве). Особенно отличился в боях при отражении танковой атаки и овладении городом Эльве. Лично руководил передовым отрядом дивизии (1099-й стрелковый полк и несколько батарей артполка). В ходе этих боев было подбито 22 танка и САУ, за это он дважды представлялся к награждению орденом Красного Знамени (не утвержден).
С 28 августа 1944 года назначен исполняющим должность командира 191-й стрелковой дивизии 67-й армии, в составе которой участвовал в Тартуской и Рижской наступательных операциях. В ходе последней 23 сентября дивизия не выполнила боевую задачу на подступах к городу Руйиена, за что Военным советом армии был отстранён от командования и зачислен в распоряжение Военного совета 3-го Прибалтийского фронта. С октября 1944 года занимал должность помощника начальника группы представителей Уполномоченного СНК СССР по делам репатриации граждан СССР из Германии и оккупированных ею стран. С января 1945 года был начальником отдела, представителем Уполномоченного СНК СССР по делам репатриации при Военном совете 3-го Белорусского фронта, с марта — старший помощник начальника этого отдела.
За время войны был два раза персонально упомянут в благодарственных приказах Верховного Главнокомандующего

#### Послевоенное время
С 19 мая 1945 года назначен начальником территориальной группы представителя Уполномоченного СНК СССР по делам репатриации на территории Западной Германии. В сентябре 1945 года направлен на преподавательскую работу в Военную академию им. М. В. Фрунзе, где исполнял должности преподавателя кафедры общей тактики, старшего преподавателя по оперативно-тактической подготовке (он же тактический руководитель учебной группы), старшего преподавателя кафедры тактики высших соединений. В декабре 1954 года уволен в запас.

## Награды
- орден Ленина (06.11.1945)[6][7]
- три ордена Красного Знамени (27.07.1944[8], 03.11.1944[7][9], 15.11.1950[7])
  - медали в том числе:
  - «За боевые заслуги» (28.10.1967)[10]
  - «За оборону Ленинграда» (12.07.1943)[11]
  - «За победу над Германией в Великой Отечественной войне 1941—1945 гг.» (1945)
  - «За взятие Кёнигсберга» (1945)

Приказы (благодарности) Верховного Главнокомандующего в которых отмечен А. Я. Цыганков.
- За овладение городом и важной железнодорожной станцией Любань, а также за овладели железнодорожными станциями Померанье, Трубников Бор, Бабино и Торфяное. 28 января 1944 года. № 65.
- За овладение городами Шлохау, Штегерс, Хаммерштайн, Бальденберг, Бублид — важными узлами коммуникаций и сильными опорными пунктами обороны немцев. 27 февраля 1945 года. № 285.